# Wulferstedt
Wulferstedt è un ex comune tedesco di 844 abitanti, situato nel land della Sassonia-Anhalt, ora frazione del comune di Am Großen Bruch dal 1º gennaio 2010.